# 暴風半徑
暴風半徑是颱風自颱風眼向外至平均風速每小時50公里（每秒14公尺，相當於7級風）之處的距離。暴風半徑以內的範圍稱為暴風範圍或暴風圈。颱風的暴風半徑平均約200-300公里，大者可達400-500公里。大部分剛形成的輕度颱風其暴風半徑約為100公里或120公里，中度颱風大多介於180公里至250公里之間。